# Malice (gruppo musicale)
I Malice sono un gruppo heavy metal statunitense di Los Angeles, California nel 1980.
Nati sulle scie stilistiche dei Judas Priest, i cinque ottennero una certa notorietà attorno all'area di Los Angeles per le loro incendiarie esibizioni live. Non erano solo le sonorità ad assomigliare a quelle dei Priest, ma anche la voce del frontman James Neal, praticante buddista, molto simile a quella di Rob Halford. Ciò li porterà ad essere considerati come tra i gruppi che più si ispirarono al leggendario gruppo britannico e ad essere definiti come la loro risposta statunitense.

## Storia del gruppo
I Malice si formarono a Los Angeles nel 1980 da un'idea del bassista Mark Behn proveniente da Portland, Oregon. Behn aveva suonato in precedenza nella band Fire Eye, ma anche in un altro gruppo locale chiamato Kharma, dove all'epoca militava anche il batterista Pete Holmes, poi noto per essere membro dei Black 'N Blue. Il chitarrista Mick Zane aveva iniziato la carriera nel 1978 nella band Rude Awekening, fronteggiata da Matt McCourt, quest'ultimo successivamente membro dei Wild Dogs. Zane e McCourt, assieme a Jeff Horton dei Wild Dogs e lo stesso Pete Holmes dei Black 'N Blue, fonderanno la band DMZ nel 1981. Il chitarrista Jay Reynolds faceva parte dello stesso circolo di musicisti, e casualmente era membro delle punk rock band fondate da Matt McCourt, "The Violators" e "The Ravers" nel 1979.
Fu proprio Reynolds che raggrupperà i musicisti che in futuro faranno parte dei Malice. Tornato a Portland dopo un periodo alle Hawaii, dove aveva suonato con diverse band, il chitarrista fondò i The Ravers. Quando la band si sciolse, Reynolds assemblò quella che sarà la prima formazione dei Malice, che era composta da James Neal, Matt McCourt, Deen Castronovo (all'epoca nei Wild Dogs) alla batteria, e l'allora sedicenne Kip Doran alla chitarra.
La prima apparizione della band avvenne sulla compilation Metal Massacre vol.1 edita dalla Metal Blade Records nel 1983, nella quale parteciparono con le tracce "Captive of Light" e "Kick You Down". In quell'occasione i Malice non erano ancora una band a tutti gli effetti, ma si erano riuniti solo per registrare qualche traccia. I cinque decisero di fondare un progetto a tutti gli effetti solo dopo le sessioni. Con l'introduzione del bassista Mark Behn ed il batterista Peter Laufmann, il gruppo ormai consolidato si spostò a Los Angeles. La popolarità dei Malice volò presto oltre oceano, dove il mensile olandese Aardschok dedicò la copertina ed un articolo agli statunitensi appena dopo due mesi dalla nascita. Il primo concerto della band avvenne nel novembre 1982 al locale Troubadour di Los Angeles da spalla ai Metallica e Pandemonium. Un cambiamento di formazione vedeva l'introduzione del nuovo batterista Cliff Carruthers, proveniente dalle band Snow (band nella quale militavano anche Carlos Cavazo poi nei Quiet Riot, ed il fratello Tony poi negli Hurricane) e Assassin. Il quintetto pubblicò una demo prodotta dal noto Michael Wagener che mise in mostra le potenzialità del quintetto. I Malice si ritrovarono quindi nel bel mezzo di una guerra tra etichette, che venne infine vinta dalla Atlantic Records. La major firmò un accordo con il gruppo nel luglio 1984. Le demo comprendevano metà delle tracce che avrebbero poi composto il debutto, mentre le tracce rimanenti vennero prodotte da Ashley Howe. Il disco In the Beginning..., venne pubblicato nel 1985.
Il secondo album License to Kill, venne prodotto da Max Norman e pubblicato nel 1987. Parteciparono al disco come ospiti speciali i due membri dei Megadeth Dave Mustaine e David Ellefson oltre ai due membri dei Black 'N Blue Tommy Thayer e Jaime St. James.
I Malice suonarono di supporto ai W.A.S.P. nella west coast, e al fianco degli Slayer in Europa. Malgrado le loro notevoli esibizioni, proprio nel tour con questi ultimi, i Malice si trovarono mal accolti e coperti di insulti da parte dei fan degli Slayer.
Nel 1988 i Malice apparirono in una scena nel film Viceversa, due vite scambiate con Judge Reinhold.
Nel 1989 viene pubblicato l'EP Crazy in the Night, al quale però non partecipò Neal, che venne sostituito in studio da due vocalist: il diciannovenne Mark Weitz, già membro degli L.A. Rocks e Odin, e Paul Sabu, celebre songwriter per noti gruppi, nonché artista AOR.
Successivamente Weitz suonerà con gli Americade, Eyes e Impellitteri. Reynolds entrò per un preve periodo nei Megadeth, ma venne presto sostituito da Jeff Young. Zane, Behn e Carothers tentarono di sostenere il progetto Malice, ma senza alcuna etichetta e produttore disposti al supporto il gruppo si sciolse definitivamente nel 1990.
Nel 1995 Zane e Behn tornarono sulle scene con la band Monster di Los Angeles, pubblicando il disco Through The Eyes of the World per la Long Island Records. I Monster vedevano alla batteria proprio il suo vecchio compagno nei Kharma Pete Holmes, anch'egli reduce dallo scioglimento dei suoi Black 'N Blue. L'ex chitarrista dei Malice Jay Reynolds riemergerà nel 2004 come membro dei riformati Metal Church.
Nel novembre 2006 venne annunciata la riunione dei Malice con formazione composta dai chitarristi Mick Zane e Jay Reynolds, il bassista Mark Behn, Pete Holmes dei Black 'N Blue alla batteria ed il nuovo cantante Brian Allen. Nel 2010 James Rivera, il cantante degli Helstar, si unisce alla band e a maggio del 2012 viene pubblicato New Breed of Godz.
Il 23 dicembre 2016 è deceduto il chitarrista Mick Zane a causa di un tumore al cervello.

## Formazione

### Formazione attuale
- James Rivera - voce
- Jay Reynolds - chitarra
- Robert Cardenas - basso
- Pete Holmes - batteria

### Ex componenti
- Mark Weitz - voce
- James Neal - voce
- Mick Zane - chitarra - deceduto 2016
- Kip Doran - chitarra
- Matt McCourt - basso
- Mark Behn - basso
- Clifford Carothers - batteria
- Pete Laufmann - batteria
- Deen Castronovo - batteria
- Mick Tutle - batteria

## Discografia
Album in studio
- 1985 - In the Beginning...
- 1987 - License to Kill
- 2012 - New Breed of Godz

EP
- 1989 - Crazy in the Night

Apparizioni
- 1983 - Metal Massacre Vol. 1